# دوبلة (ردمان)

تعديل مصدري - تعديل

دوبلة هي إحدى قرى عزلة فاقع ال عوض بمديرية ردمان التابعة لمحافظة البيضاء، بلغ تعداد سكانها 457 نسمة حسب تعداد اليمن لعام 2004.